# Суправентрикуларна пароксизмална тахикардија
Суправентрикуларна пароксизмална тахикардија  (СВПТ) је један од облика срчаних аритмија, који се најчешће јавља у два облика и то као: нодална кружна тахикардија и тахикардија по аберантним путевима.
Нодална пароксизмална тахикардија је најчешћи облик пароксизмална преткоморне тахикардија, која обично почиње једном преткоморском екстрасистолом а створена електрична драж пролази кроз АВ чвор и скоро истовремено активира преткоморе и коморе. Последица је постојања два функционална пута у АВ чвору („двофазни нодус”), брзог и спорог, са различитим рефрактерним периодима.
Од свих пароксизмалних тахикардија са нормалним QRS комплексом, преко 60% је атриовентрикуларнa нодалнa кружнa тахикардијa (АВРНТ), која се обично добро подноси јер настаје у здравом миокарду и применом верапамила у дози од 5-10 мг успоставља се синусни ритам у преко 90% случајева.
Учесталост СВТ код болесника са хроничном срчаном слабости износи 11,1%, а процењена преваленца ПСВТ износи 3,5% према МЕСА студији (Marshfield Epidemiologic Study Area) из САД.

## Епидемиологија
Учесталост суправентрикуларних пароксизмалних тахикардија је око 2,3 на сваких 1.000 становника.  Проблеми обично почињу између 12 и 45 године старости. Стање је чешће међу женама него међу мушкарцима.  Код људи без других срчаних проблема прогноза је углавном повољна.
Суправентрикуларне тахиаритмије одавно су познате као компликације након великих хируршких операција, али се мало зна о њиховој учесталости после великих неторакалних операција. Једна студија спроведена на 1.210 болесника код тоталне артропластике кука и колена, проучавала је учесталост ново-насталих суправентрикуларних тахиаритмија и утврдила учесталост од 3,1%. Ове аритмије су биле у корелацији са историјом преткоморске фибрилације, повећањем старосне границе, предњим лијевим хемиблоком и преткоморским раним контракцијама на преоперативном ЕКГ-у. У ових пацијената од 60 година или старији са једним или више позитивних фактора ризика (13% од студијске популације), учесталост је била 18,2%. У ових пацијената мање од 60 година старости без иједног од идентификованих фактора ризика, учесталост је 1,9%..
Голдман Л. је објавио учесталост суправентрикуларних тахиаритмија од 4%, које су биле повезане са другим срчаним обољењима, великим инфекцијама, постојећом хипотензијом, анемијом, метаболичким поремећајима, хипоксијом и парентералном терапијом са новим медикаментима.

## Етиологија
Преткоморске аритмије могу да настану због:
- запаљенских процеса у преткоморама,
- реуматске грознице,
- срчаних мана,
- оптерећења и дилатације преткомора,
- електролитских и метаболичких поремећаја,[33]
- урођених аномалија срца и спроводног система (аберантни путеви),[34][35]
- коронарне болести,
- кардиомиопатија,
- бронхопулмоналних обољења,
- лекови,
- идиопатске етиологије.[36]

## Типови.[37][38]
- Атриовентрикуларнa нодалнa реентрант тахикардијa(АВНРТ) која се јавља у 56% случајева,[39] најчешћи је тип суправентрикуларне тахикардије, са епизодама неправилни брзих откуцаја срца (више од 100 откуцаја у минути) који често почињу и завршавају изненада.
- Атриовентрикуларна реентрат тахикардија (АВРТ), која се јавља у 27% случајева,[40] најчешће је повезан са Волф–Паркинсон–Вајт синдромом, али се такође јавља и код перманентне реентрантне тахикардије (ПРТ). У АВРТ, помоћни пут омогућава да електрични сигнали из срчаних комора уђу у преткомору и изазову контракцију раније од нормалне, што доводи до поновљене стимулације атриовентрикуларног чвора.[41]

- Пароксизмална преткоморска тахикардија која се јавља у 17% случајева,[40] спада у преткоморске аритмије и подразумева изненадну појаву убрзања срчане фреквенције.

## Клиничка слика
Знаци и симптоми који доминирају клиничком сликом су:
- лупање срца,
- осећај несвестице,
- знојење,
- отежано дисање,
- бол у грудима,

Епизоде убрзаног рада срца почињу и завршавају се изненада.

## Дијагноза
Дијагноза се обично потврђује електрокардиограмом, на којем се примећује уски QRS комплекса, и убрзани рад срца, обично између 150 и 240 откуцаја у минути.
Ултразвук срца омогућава скрининг могућих срчаних проблема.

## Терапија
Терапија суправентрикуларс пароксизмалне тахикардије првенствено се заснива на блокади АВ чворова која се може се постићи на најмање следећа четири начина:

### Радиофреквентна аблација
Радиофреквентна аблација катетером је минимално инвазивна метода која се користи у лечењу ових аритмија. Поступак се изводи у лабораторији за електрофизиологију срца, заједно са електрофизиолошком студијом срца. Изводи се увођењем катетера перкутано кроз феморалну вену (а понекад и унутрашњу вратну вену). Врх катетера (који се назива скалер катетер) смештен је на одређеним местима унутар срчаних шупљина, и преко њега се миокарду даје електрична стимулација како би се проучила срчана проводљивост и било које аритмије. Једном када се проучи проводни систем пацијента и након потврде могућег постојања промене у срчаном ритму, кроз катетер се пропушта радиофреквентна електрична струја која загревањем металног врха изазива уништавање патогена ткива миокарда одговорног за покретање или одржавање аритмије, без оштећења околних здравих ткива.

### Физички маневри
Бројни физички маневри повећавају отпор АВ чвора за пренос импулса (АВ чворни блок), углавном активацијом парасимпатичког нервног система, који вагусни нерв води до срца. Зато се ове манипулације заједнички називају вагалним маневрима.
Валсалва маневар
Валсалва маневар би требало да буде први вагални маневар који треба покушати, јер он делује тако што повећава интраторакални притисак и утиче на барорецепторе (сензоре притиска) унутар лука аорте. 
Изводи се тако што се од пацијента тражи да задржи дах док покушава на силу да издахне као да се напреже током пражњења црева. Држање носа и издисање против препреке има сличан ефекат.
Задржавање даха
Постоје и други вагални маневри, укључујући: задржавање даха на неколико секунди, кашљање, умакање лица у хладну воду, (путем ронилачког рефлекса), испијање чаше ледене воде и стајање на глави.
Масажа каротидног синуса
Масажа каротидног синуса, изведена снажним притиском на на врху једне од каротидних артерија на врату, ефикасна је, али се често не препоручује старијим особама због потенцијалног ризика од можданог удара код особа са атеросклеротичним плаком у каротидним артеријама.
Притисак на очи
Нежни притисак на врх затворених очију (познат као окулокардијални рефлекс) такође може вратити ритам срца у нормалан код неких људи са атријалном или суправентрикуларном тахикардијом (СВТ).

### Лекови
Аденозин је ултра кратко делујући АВ чворни блокатор, који је индикован ако вагални маневри нису ефикасни. Ако аденозин не да резултате или се ПСВТ понови, препоручују се дилтиазем или верапамил. Аденозин се може безбедно користити током трудноће.
СВТ који не укључује АВ чвор може реаговати на друге антиаритмичке лекове као што су соталол или амиодарон.
Антикоагуланти
Превенција можданог удара оралним антикоагулантом је пресудна за лечење болесника са АФ. Антагонист витамина К, који инхибира факторе згрушавања  II, VII, IX и X, већ деценијама се препоручује за превенцију можданог удара. Перорални антикоагуланти антагониста витамина К, који укључују дабигатран, ривароксабан, апиксабан и едоксабан, једнако су ефикасни као варфарин у смањењу исхемијског можданог удара са нижом стопом већих крварења. Са све већа преваленција АФ, прописивање одговарајућих оралних антикоагуланса (ОАЦ) у складу са карактеристикама пацијента постаје све већи изазов у клиничкој пракси.

### Кардиоверзија
Ако је особа хемодинамски нестабилна или други третмани нису били ефикасни, може се користити синхронизована електрична кардиоверзија. Кардиоверзија електричним шоком заснива се на употреби краткотрајног електричног шока преко електрода постављених на грудном кошу болесника. Једна електрода поставља се на предео врха срца, а друга, десно на горњи део грудне кости (стенума), да би се применом електричног шока једносмеме струје (DC-direct current) извршила деполаризација срчаног мишића (миокарда) и прекинула тахикардија, односно тахиаритмија.
Успешност кардиоверзије зависи од природе основног срчаног обољења и густине струје достављене преткоморском миокарду. С друге стране, густине струје достављене преткоморском миокарду зависи од волтаже кондензатора дефибрилатора, облика излазног струјног таласа, величине и положаја електричних педала и трансторакалног отпора.
Са повећањем отпора, смањује се густина струје која доспева до срчаног мишића преткомора, при датој површини педала. Трансторакални отпор зависи од величине и састава електричних педала, додирне средине између електрода и коже, удаљености између педала, телесне величине болесника, фазе респираторног циклуса, броја примењених шокова и временског периода између шокова. Код деце се електрична кардиоверзија често ради са дозом од 0,5 до 1 Ј/кг.
За успешну кардиоверзију веома важно је обратити пажњу на све овде наведене чиниоце.